# 世界の子どもたちのためにポリオ根絶を目指す議員連盟

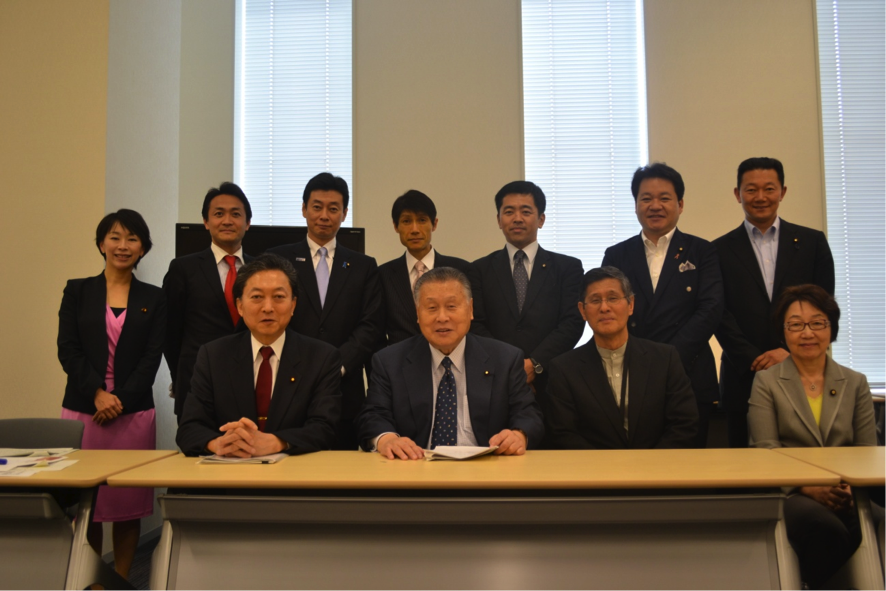
2011年10月17日、当時の議連メンバーの集合写真

世界の子どもたちのためにポリオ根絶を目指す議員連盟（せかいのこどもたちのためにぽりおこんぜつをめざすぎいんれんめい、英：The Diet Task Force on Global Polio Eradication）は、日本の超党派の議員連盟。
未だ世界3カ国に常在するポリオの根絶は、国際社会全体の保健医療問題であると同時に政治的課題でもあるとの認識のもと、2011年5月に設立。ビル&メリンダ・ゲイツ財団らと連携して、2018年までは一般社団法人ジェイ・アイ・ジー・エイチ（JIGH）、2021年より一般社団法人リエゾンを事務局とする。

## 役員名簿
- 【会長】（空席）
- 【幹事長】武見敬三（自民党）
- 【幹事長代理】西村康稔（自民党）
- 【事務局長】藤末健三（自民党）／元職
- 【事務局次長】古川俊治（自民党）、岸本周平（国民民主党）、古屋範子（公明党）、牧山弘恵（立憲民主党）

## 所属していた役員
- 森喜朗（最高顧問・2012年に引退）
- 鳩山由紀夫（会長・2012年に引退）
- 池坊保子（幹事長代理・2012年に引退）
- 仁木博文（幹事・2012年に落選）
- 川口順子（幹事長・2013年に引退）
- 阪口直人（事務局次長・2014年に落選）
- 小坂憲次（会長・2016年に死去）

## 会員
- 現在、ポリオ根絶議連の会員は約50名となっている。

## 主な活動実績
- 2011年8月、日本政府がビル&メリンダ・ゲイツ財団との官民パートナーシップのもと、革新的な手法を用いてパキスタンにて実施する約50億円のポリオ支援の実現を後押しした。
- 2011年9月、議連メンバーがパキスタンを訪問し、ワクチン接種事業が確実に実施されるよう、現地担当者と協議を実施した。
- 2012年4月、ポリオ議連は「世界の子どもたちのためにポリオ根絶を支援する決議」を外務大臣、財務大臣、厚生労働大臣宛に提出した[1]。
- 2012年4月、ポリオ議連メンバーはビル・ゲイツ氏を訪問し、ポリオ根絶の重要性とポリオ議連の取組みについて紹介し、日本政府として引続きポリオ根絶に取組んでいく旨伝えた[2]。
- 2013年5月-6月、国際ロータリー、ビル&メリンダ・ゲイツ財団、JICA、JIGH、UNICEF、WHO/GPEIと共に「ポリオ根絶に向けてーTowards Polio Eradication」というテーマのもと、第５回アフリカ開発会議（TICAD V）の公式サイドイベントとしてブースを出展し、ポリオ根絶の重要性とポリオ議連の取組みについて紹介した[3]。